# John Cornyn
John Cornyn III (Houston, 2 de fevereiro de 1952) é um político e advogado americano, exercendo atualmente o cargo senador do Texas. Ele é membro do partido republicano e foi eleito para seu primeiro mandato, em Novembro de 2002, quando derrotou o democrata Ron Kirk, ex-prefeito de Dallas, Texas.
Cornyn é filho de  Atholene Gale e John Cornyn II.
Atualmente Cornyn faz parte dos comitês de: Nutrição, Agricultura, Florestas, Ciência e Tecnologia, Energia, entre outros.